# Janice Emily Bowers
Janice Emily Bowers (* 15. Januar 1950 in Upland, Kalifornien) ist eine US-amerikanische Botanikerin, Hortikulturistin und Sachbuchautorin.

## Leben
Bowers ist die Tochter von Melvin Homer und Miriam Berenice Bowers, geborene Harder. Ihr Vater war Psychologe, ihre Mutter Bibliothekarin. 1969 zog sie von Kalifornien nach Tucson, Arizona. Von 1969 bis 1979 war Bowers das erste Mal verheiratet. Aus dieser Ehe ging eine Tochter hervor. Seit Januar 1990 ist sie mit einem Professor verheiratet. 1976 erlangte Bowers ihren Bachelor of Science in Botanik an der University of Arizona in Tucson. Von 1976 bis 1982 war sie Wissenschaftliche Assistentin und Koordinatorin an der University of Arizona. Seit 1982 ist sie hydrologische Assistentin und Botanikerin am Desert Laboratory des United States Geological Survey am Tumamoc Hill in Arizona.
Bowers schrieb zahlreiche Bücher und Führer über die Naturgeschichte, die Pflanzenwelt, die Wildblumenbestimmung und den Gartenbau, in denen sie sich eloquent über die Sonora-Wüste äußert. 1998 arbeitete sie für ihr Werk Dune Country: A Naturalist’s Look at the Plant Life of Southwestern Sand Dunes mit dem Landschafts-Fotografen und Pulitzer-Preisträger Jack Dykinga zusammen.
Bowers ist Mitglied in der Torrey Botanical Society, in der Arizona-Nevada Academy of Science und in der California Botanical Society.

## Werke (Auswahl)
- 1986: Seasons of the Wind: A Naturalist’s Look at the Plant Life of Southwestern Sand Dunes
- 1987: 100 Roadside Wildflowers of Southwest Woodlands
- 1988: A Sense of Place: The Life and Work of Forrest Shreve
- 1988: Chiricahua National Monument
- 1989: One Hundred Desert Wildflowers of the Southwest
- 1991: The Mountains Next Door
- 1993: Shrubs and Trees of the Southwest Deserts
- 1993: A Full Life in a Small Place: And Other Essays from a Desert Garden, 1993; (mit Raymond M. Turner und T. L. Burgess)
- 1995: Sonoran Desert Plants: An Ecological Atlas
- 1997: Fear Falls Away and Other Essays from Hard and Rocky Places
- 1998: Dune Country: A Naturalist’s Look at the Plant Life of Southwestern Sand Dunes (Photographien von Jack Dykinga)
- 1999: Desert: The Mojave and Death Valley (Illustriert von Brian Wignall)
- 1999: Flowers and Shrubs of the Mojave Desert
- 2000: The Desert
- 2003: Frequently Asked Questions About the Saguaro
- 2003: The Changing Mile Revisited (mit Robert H. Webb, Raymond M. Turner und James Rodney Hastings)
- 2004: The Best Spring Ever: Why El Niño Makes the Desert Bloom